# Bahnstrecke Dobronín–Polná
| Kursbuchstrecke: | 242 (1982)           |                                                    |                                                    |
| Streckenlänge: | 5,815 km             |                                                    |                                                    |
| Spurweite: | 1435 mm (Normalspur) |                                                    |                                                    |
| Streckenklasse: | C3                   |                                                    |                                                    |
| Streckengeschwindigkeit: | 30 km/h              |                                                    |                                                    |
| |                      |                                                    |                                                    |
| \| \| \| von (Wien–) Znojmo (vorm. ÖNWB) \| \| \| \| 0,00 \| Dobronín früher Polna-Stecken \| 480 m \| \| \| \| nach Nymburk (–Děčín-Prostřední Žleb) (vorm. ÖNWB) \| \| \| \| \| Zlatý potok \| \| \| \| \| vlečka Agropodnik \| \| \| \| 3,37 \| Dobronín zastávka früher Ziegelei Polna \| Dobronín zastávka früher Ziegelei Polna \| \| \| 5,82 \| Polná früher Polna Stadt \| 500 m \| \| \| \| \| \| \| Frühere Namen Stand 1912. \| \| \| \| |                      |                                                    |                                                    |
| Strecke |                      | von (Wien–) Znojmo (vorm. ÖNWB)                    | von (Wien–) Znojmo (vorm. ÖNWB)                    |
| Bahnhof | 0,00                 | Dobronín früher Polna-Stecken                      | 480 m                                              |
| Abzweig geradeaus und nach links |                      | nach Nymburk (–Děčín-Prostřední Žleb) (vorm. ÖNWB) | nach Nymburk (–Děčín-Prostřední Žleb) (vorm. ÖNWB) |
| Brücke über Wasserlauf |                      | Zlatý potok                                        | Zlatý potok                                        |
| Abzweig geradeaus und nach links |                      | vlečka Agropodnik                                  | vlečka Agropodnik                                  |
| ehemaliger Haltepunkt / Haltestelle | 3,37                 | Dobronín zastávka früher Ziegelei Polna            | Dobronín zastávka früher Ziegelei Polna            |
| Betriebs-/Güterbahnhof Streckenende | 5,82                 | Polná früher Polna Stadt                           | 500 m                                              |
| |                      |                                                    |                                                    |
| Frühere Namen Stand 1912. |                      |                                                    |                                                    |

Die Bahnstrecke Dobronín–Polná ist eine regionale Eisenbahnverbindung in Tschechien, die ursprünglich als landesgarantierte Lokalbahn Polna-Stecken–Polna Stadt (tschech. Místní dráha Polná-Štoky–Polná město) erbaut und betrieben worden ist. Sie zweigt in Dobronín von der Bahnstrecke Wien–Děčín-Prostřední Žleb ab und führt nach Polná in Südböhmen. Seit der Einstellung des Reiseverkehrs im Jahr 1982 dient sie nur noch dem Güterverkehr.
Nach einem Erlass der tschechischen Regierung ist die Strecke seit dem 20. Dezember 1995 als regionale Bahn („regionální dráha“) klassifiziert.

## Geschichte
Polná hatte bereits 1871 an der österreichischen Nordwestbahn einen Bahnhof erhalten. Die Lage dieser Station fünf Kilometer westlich war für die wirtschaftliche Entwicklung der Stadt jedoch kaum förderlich. Interesse an einem direkten Bahnanschluss hatte insbesondere eine große Ziegelei, die ihre Produkte kostengünstig per Bahn versenden wollte.
Die Konzession „zum Baue und Betriebe einer als normalspurige Localeisenbahn auszuführenden Locomotiveisenbahn von der Station Polna-Stecken der k.k. priv. Österr. Nordwestbahn zu der Stadt Polna“ erhielt am 13. Juni 1903 der Bürgermeister der Stadt Polna Herr Rudolf Sadil. Teil der Konzession war die Verpflichtung, den Bau der Strecke sofort zu beginnen und binnen zwei Jahren fertigzustellen. Die Konzessionsdauer war auf 90 Jahre festgesetzt.
Am 18. November 1904 wurde die Strecke eröffnet. Den Betrieb führte die k.k. priv. Österreichische Nordwestbahn (ÖNWB) für Rechnung der Eigentümer aus. Nach deren Verstaatlichung übernahmen 1908 die k.k. Staatsbahnen kkStB die Betriebsführung. Im Jahr 1912 wies der Fahrplan der Lokalbahn fünf täglich verkehrende gemischte Zugpaare 2. und 3. Klasse aus. Die Züge benötigten für die sechs Kilometer lange Strecke 20 Minuten.

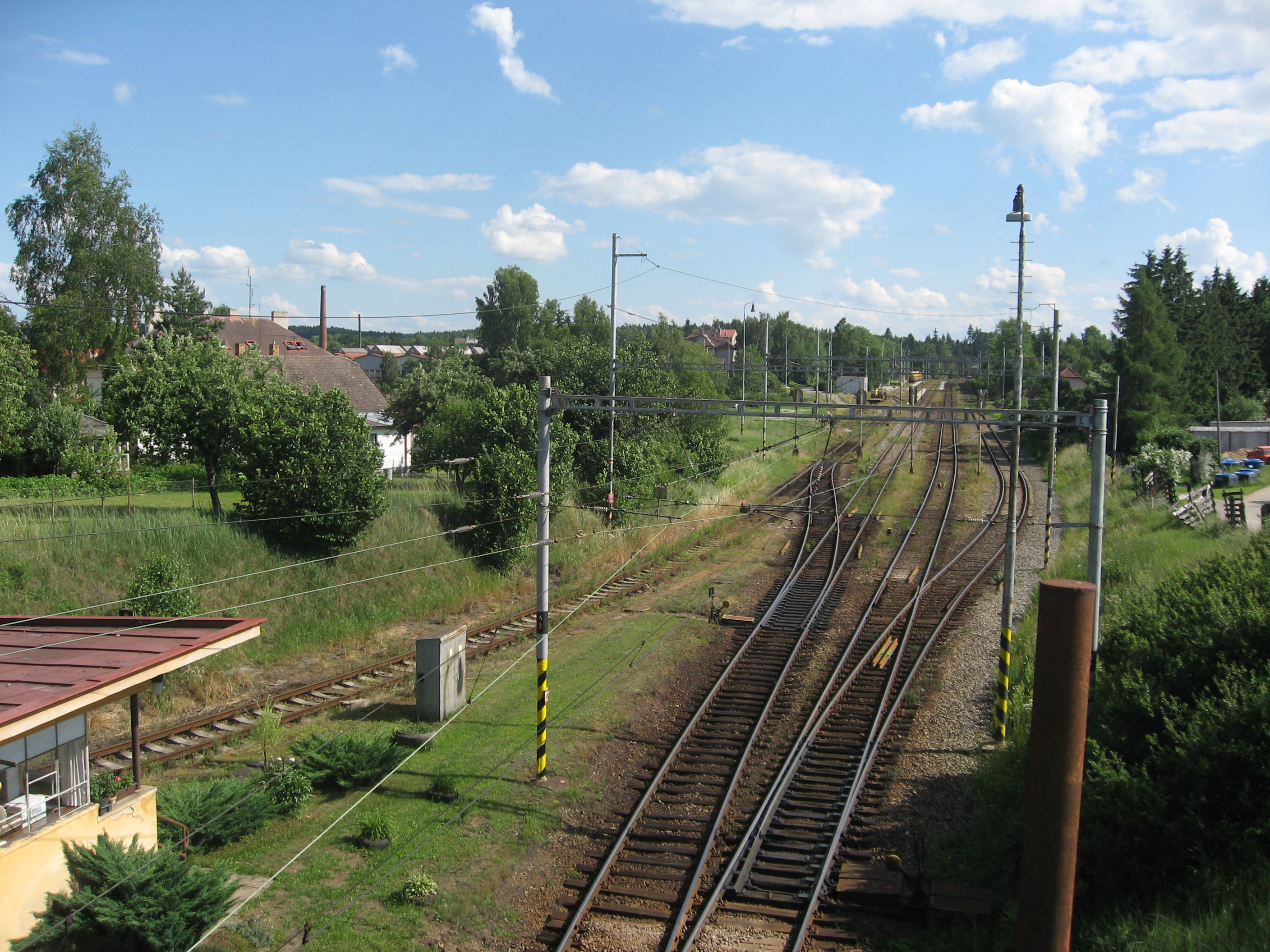
Bahnhof Dobronín, nach links zweigt die Lokalbahn nach Polná ab (2007)

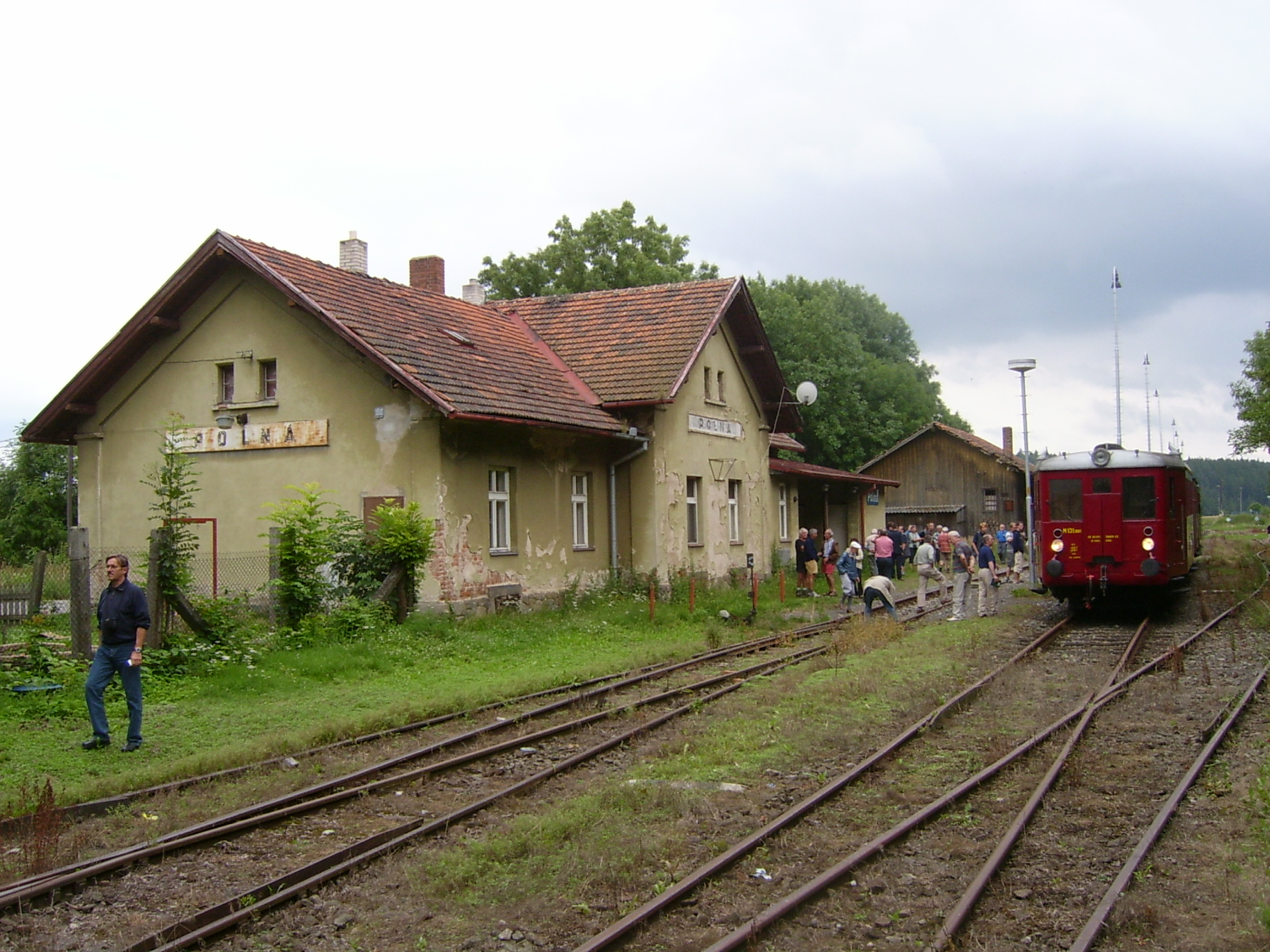
Bahnhof Polná mit einem Sonderzug (2005)

Nach dem Ersten Weltkrieg übernahmen die neugegründeten Tschechoslowakischen Staatsbahnen (ČSD) die Betriebsführung von den kkStB. Am 1. Januar 1925 wurde die Lokalbahn Polna-Stecken–Polna Stadt per Gesetz verstaatlicht und die Strecke wurde ins Netz der ČSD integriert. Die ČSD rationalisierten den Betrieb durch den Einsatz einmännig zu bedienender Gepäcklokomotiven und die Auflassung der nur wenig genutzten Haltestelle Polná cihelna (Polna Ziegelei). Eine Verkürzung der langen Fahrzeiten war damit zunächst nicht verbunden.
Erst nach dem Zweiten Weltkrieg setzten die ČSD wie auf anderen Lokalbahnen moderne Motorzüge ein, die einerseits eine Reisezeitverkürzung und andererseits eine signifikante Verdichtung des Fahrplans ermöglichten. In den 1970er Jahren verkehrten bis zu 19 Personenzugpaare täglich. Am 22. Mai 1982 wurde der Reisezugverkehr zugunsten einer Autobusverbindung eingestellt.
Am 1. Januar 1993 ging die Strecke im Zuge der Auflösung der Tschechoslowakei an die neu gegründeten České dráhy (ČD) über. Seit 2003 gehört sie zum Netz des staatlichen Infrastrukturbetreibers Správa železniční dopravní cesty (SŽDC).
Heute wird die Strecke nur noch bis zur Haltestelle Dobronín zastávka planmäßig von Güterzügen befahren. Dort wird die Schleppbahn der Firma Agropodnik Jihlava a.s. bedient, die sich auf dem Gelände der früheren Ziegelei angesiedelt hat. Die restliche Strecke bis zum Endpunkt Polná ist seit 2005 wegen Oberbauschäden betrieblich gesperrt. Eine Instandsetzung der Strecke, die etwa zehn Millionen Kč kosten würde, ist wegen des geringen Verkehrsbedürfnisses vom Streckenbetreiber SŽDC bislang nicht vorgesehen.

## Fahrzeugeinsatz

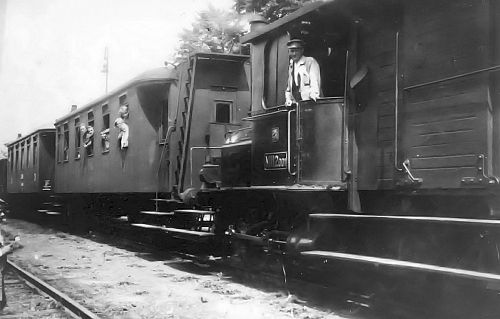
M 112.001 mit Reisezug in Polná (1938)

Für Rechnung der Lokalbahn Polna-Stecken–Polna Stadt setzte die ÖNWB zwei Lokomotiven ein, die ursprünglich von der Kuttenberger Lokalbahn stammten. Die beiden Lokomotiven besaßen die Betriebsnummern 1087K und 1088K. Die kkStB übernahm die Lokomotiven und gab ihnen die Nummern 96.05 und 06.
Die ČSD setzten später (bis 1948) Elbel-Gepäcklokomotiven der Baureihe M 112.0 ein. Danach wurde der Reiseverkehr mit Dieseltriebwagen der ČSD-Baureihe M 131.1 abgewickelt.